# Inverclyde
Inverclyde (schottisch-gälisch Inbhir Chluaidh) ist eine von 32 Council Areas in Schottland. Sie liegt am nördlichen Ende des Firth of Clyde und grenzt an Renfrewshire und North Ayrshire. Das Gebiet dieses Verwaltungsbezirks liegt in der traditionellen Grafschaft Renfrewshire.

## Orte
Die Orte in diesem Council Area befinden sich fast alle an der Küste, Ausnahmen bilden
Kilmacolm (3.930 Einwohner 2020) und  Quarrier's Village (710). Die Orte Gourock (10.210),  Greenock (41.280) und Port Glasgow (14.200) liegen an der Nordseite und sind stark zusammengewachsen. An der Westseite finden sich noch Inverkip (3.400) und Wemyss Bay (2.390).

## Sehenswürdigkeiten
- Ardgowan Castle
- Ardgowan House
- Clyde Muirshiel Regional Park
- Corlic Hill
- Holy Family Roman Catholic Church
- Lyle Hill
- McLean Museum
- Newark Castle und Newark Castle Pier
- St. Andrew’s Church (Port Glasgow)
- Victoria Tower
- siehe auch Liste der Kategorie-A-Bauwerke in Inverclyde

## Politik
Der Council von Inverclyde umfasst 22 Sitze, die sich wie folgt auf die Parteien verteilen:
| Partei       | Sitze |
| ------------ | ----- |
| Labour       | 8     |
| SNP          | 7     |
| Unabhängig   | 4     |
| Conservative | 2     |
| LibDem       | 1     |